# Mark Lawrenson
Mark Lawrenson, född 2 juni 1957, är en irländsk före detta profession fotbollsspelare (försvarare) och tränare som under 1980-talet var med och vann fem ligatitlar för Liverpool FC. Lawrenson spelade 39 landskamper och gjorde 5 mål för irländska landslaget mellan 1977 och 1987. Efter fotbollskarriären har han förutom en kort sejour som tränare även varit verksam som expertkommentator i både TV, radio och Internet för bland andra BBC och Today FM.
Lawrenson inledde sin professionella fotbollskarriär i Preston North End 1974 och spelade 73 ligamatcher för klubben innan Brighton & Hove Albion köpte honom 1977. 1981 betalade Liverpool 900 000 pund för Lawrenson vilket var nytt klubbrekord. Under Lawrensons sju säsonger i Liverpool slutade laget som sämst tvåa i ligan (två gånger) och vann bland annat fem ligatitlar (1982, 1983, 1984, 1986 och 1988), en FA-cup titel (1986) och en Europacuptitel (1984). Under lång tid spelade han mittback tillsammans med Alan Hansen och totalt blev det 356 matcher i Liverpool.
På grund av en skada på hälsenan som Lawrenson ådrog sig i januari 1988 lämnade han klubben för spel Barnet FC i mars samma år. Mellan 1988 och 1991 spelade han bara 22 ligamatcher varpå han slutade spelarkarriären. När Liverpools officiella hemsida med hjälp av klubbens supportrar 2006 sammanställde listan "100 Players Who Shook The Kop", en lista över de 100 spelare som gjort störst avtryck på supportrarna, hamnade Lawrenson på plats 35.